# (1827) Atkinson
(1827) Atkinson es un asteroide perteneciente al cinturón de asteroides descubierto por el equipo del Indiana Asteroid Program de la universidad de Indiana el 7 de septiembre de 1962 desde el observatorio Goethe Link de Brooklyn, Estados Unidos.

## Designación y nombre
Atkinson se designó al principio como 1962 RK.
Más adelante fue nombrado en honor del astrónomo galés Robert d'Escourt Atkinson (1898-1982).

## Características orbitales
Atkinson está situado a una distancia media del Sol de 2,71 ua, pudiendo acercarse hasta 2,228 ua y alejarse hasta 3,192 ua. Su inclinación orbital es 4,521° y la excentricidad 0,1778. Emplea 1630 días en completar una órbita alrededor del Sol.